# 사회주의혁명당
사회주의혁명당(社會主義革命黨, 러시아어: Партия социалистов-революционеров)은 20세기 초 러시아의 정당이다. 1901년 나로드니키의 잔당(殘黨)에 의해 조직되었다. 러시아 사회민주노동당과 더불어 20세기 초엽의 러시아 사회운동을 지도하였다.
나로드니키의 경향을 따라 투쟁의 수단으로서 테러를 제창, 실행기관으로서 전투단(戰鬪團)을 조직, 전제(專制)를 위협하고 사회의 각성을 촉구했다. 공상적인 사회주의 사상을 갖고 있던 이들은 자본주의를 정치 제도로서 악(惡)에 해당하는 것으로 보았으며, 러시아에서의 공산주의 사회가 자본주의를 거치지 않아도 이루어질 수 있다고 하였다. 이들은 공산주의로의 변혁이 프롤레타리아의 계급투쟁의 결과가 아니라, 미르제(制)의 확보 및 그것의 광범위한 발전의 결과로 달성된다고 주장하였다. 또한 그들은 1917년 러시아 2월 혁명 당시 소비에트에서 다수파를 점하여, 당수(黨首) 알렉산드르 케렌스키가 임시 정부를 장악하였다.
2월 혁명으로 성립된 임시정부의 운영 주도 세력이 되면서 재배계급과 타협을 시도하는 등 점차 우경화의 길로 나아가게 되었다. 1917년 10월 혁명 당시에는 당내 다수가 볼셰비키의 혁명을 쿠데타라고 비난하였고, 반(反)볼셰비키 켐페인을 벌였다. 이후 농업 정책에서 볼셰비키 혁명 정부와 대립, 독일 대사 밀하바 암살사건을 발단으로 반 소비에트 연방 쿠데타를 일으켜 국내전의 발단이 되었다. 임시정부 부활을 기도했지만 결국 패망하여 대부분 국외로 망명하였고 잔류한 당원들은 볼셰비키로 전향하였다.

## 역대 선거 결과

### 러시아 국가 두마 의회 총선
| 년도 | 의석 수   | 득표수     | 득표율        | 참여 여부 |
| ---- | --------- | ---------- | ------------- | --------- |
| 1906 | 34 / 497  | -          | 알려지지 않음 | 불참      |
| 1907 | 37 / 518  | -          | 알려지지 않음 | 참여      |
| 1907 | 0 / 509   | -          | 알려지지 않음 | 불참      |
| 1912 | 0 / 442   | -          | 알려지지 않음 | 불참      |
| 1917 | 347 / 767 | 17,943,000 | 40.4%         | 의회 해산 |

## 같이 보기
- 볼셰비키
- 러시아 사회민주노동당
- 반레닌주의
- 소련

## 참고 자료
- 이 문서에는 다음커뮤니케이션(현 카카오)에서 GFDL 또는 CC-SA 라이선스로 배포한 글로벌 세계대백과사전의 내용을 기초로 작성된 글이 포함되어 있습니다.